# スパルタ (ロケット)
スパルタ（Sparta）はアメリカ合衆国のロケット。1960年代に10回打ち上げられた。

## 概要
スパルタは1段目にレッドストーンの余剰品を使用し、2段目にアンタレス、3段目にBE-3を使用した。
1966年から1967年にかけて再突入実験としてオーストラリアのウーメラ試験場のLA-8から9回打ち上げられた。高度はおよそ90から137 kmで、最初の1回だけ1段目が原因で失敗している。
アメリカはオーストラリア初の人工衛星「WRESAT」（45 kg）を極軌道に打ち上げるために1基提供し、1967年11月29日に衛星を乗せて打ち上げられた。打上げは成功し、投入軌道は遠地点1252 km、近地点198 km、軌道傾斜角83.3度、周期99.3分。

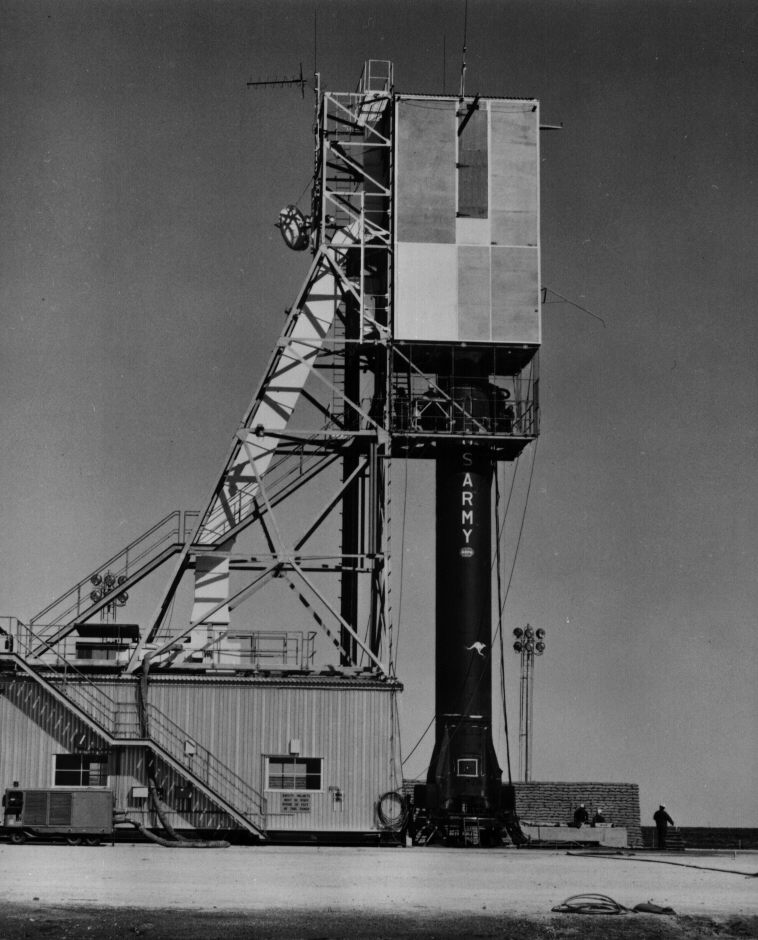
ウーメラにて撮影